# The Monkees
The Monkees je naziv za nekadašnji američki pop rock kvartet koji su osnovali Robert "Bob" Rafelson i Bert Schneider 1966. godine u Los Angelesu za potrebe TV-serije The Monkees. Članovi su bili Amerikanci Micky Dolenz, Michael Nesmith, Peter Tork i Englez Davy Jones, i koje je vodio i popularizirao Don Kirshner.  
Tijekom nastanka sastava producenti su The Monkeese vidjeli kao sastav sličan Beatlesima. Na samom početku su članovi sastava samo pjevali, ali su s vremenom izborili pravo nadgledanja stvaranja i izdavanja glazbenih materijala. Sastav je napravio nekoliko koncertnih turneja na kojima su nastupali uživo. Serija se prestala snimati 1968. godine ali je sastav nastavio izdavati ploče do 1970. godine. 1980-ih je repriza serije dovela do povratničkiuh turneja i novih ploča s novim članovima sastava.

## Diskografija
- The Monkees (1966.)
- More of The Monkees (1967.)
- Headquarters (1967.)
- Pisces, Aquarius, Capricorn & Jones Ltd. (1967.)
- The Birds, The Bees & the Monkees (1968.)
- Head (1968.)
- Instant Replay (1969.)
- The Monkees Present (1969.)
- Changes  (1970.)
- Pool It! (1987.)
- Justus (1996.)
- Good Times! (2016.)

## Vanjske poveznice
- The Monkees - Službena stranica